# Municipio de Eden (Dakota del Norte)
El municipio de Eden (en inglés: Eden Township) es un municipio ubicado en el condado de Walsh en el estado estadounidense de Dakota del Norte. En el año 2010 tenía una población de 42 habitantes y una densidad poblacional de 0,45 personas por km².

## Geografía
El municipio de Eden se encuentra ubicado en las coordenadas 48°14′18″N 97°42′32″O / 48.23833, -97.70889. Según la Oficina del Censo de los Estados Unidos, el municipio tiene una superficie total de 92.74 km², de la cual 92,74 km² corresponden a tierra firme y (0 %) 0 km² es agua.

## Demografía
Según el censo de 2010, había 42 personas residiendo en el municipio de Eden. La densidad de población era de 0,45 hab./km². De los 42 habitantes, el municipio de Eden estaba compuesto por el 97,62 % blancos, el 2,38 % eran amerindios. Del total de la población el 0 % eran hispanos o latinos de cualquier raza.